# Vibeke Ammundsen
Ingrid Vibeke Ammundsen nascida Simonsen (1913–1988) foi uma bibliotecária dinamarquesa que atuava no setor de bibliotecas de pesquisa. A partir de 1957, ela chefiou a Biblioteca Técnica da Dinamarca (Danmarks Tekniske Bibliotek), onde introduziu sistemas de busca computadorizados no início dos anos 1960. Quando a biblioteca mudou-se para Lyngby em 1971 para servir a Universidade Técnica da Dinamarca, ela inovou para bibliotecas de pesquisa, introduzindo prateleiras abertas para livros e periódicos, permitindo aos visitantes acesso direto aos acervos da biblioteca. Na década de 1970, ela propôs e dirigiu o sistema de banco de dados DANDOK para informações científicas e técnicas.

## Infância e educação
Nascida em Kerteminde em 22 de dezembro de 1913, Ingrid Vibeke Simonsen era filha do diretor Steffen Simonsen (1884–1930) e de Ane Dorthea Nielsen (1885–1893), uma professora primária. Em 8 de julho de 1936, ela se casou com Johannes Ammundsen (1913–1982), que mais tarde se tornou diretor da Associação de Empregadores da Dinamarca. Eles tiveram três filhos: Steffen (1940), Peter (1945) e Charlotte (1947). Depois de se matricular na Haderslev Cathedral School, ela estudou Inglês e Voz na Universidade de Copenhagen, graduando-se em 1939.

## Carreira
Ammundsen começou sua carreira em 1940 na biblioteca do Itamaraty. No ano seguinte, ela começou a trabalhar como bibliotecária no Royal Agricultural College. Na Segunda Guerra Mundial, quando seu marido foi preso pelos alemães em 1942, ela continuou seu trabalho clandestino e em 1946–1947 serviu como secretária do ramo de Copenhague do grupo de resistência Frit Danmark (Dinamarca Livre).
Em 1966, ela introduziu sistemas de computador para suporte de biblioteca ou pesquisa. Quando a biblioteca se mudou para Lyngby em 1971, ela forneceu acesso aberto às prateleiras para livros e periódicos. Sua abordagem foi refletida na biblioteca da Universidade de Aalborg e em várias bibliotecas suecas.
Vibeke Ammundesen aposentou-se em 1980 e mudou-se com o marido para o centro de Copenhague. Ela morreu lá em 12 de fevereiro de 1988.